# 日光性蕁麻疹
日光性蕁麻疹 （Solar urticaria，簡稱SU）是一種罕見的物理性蕁麻疹，佔各種蕁麻疹中不到0.5%，由於其特定的特徵，被認為是一種光照性皮炎，以白種人、女性為多見。
病患在接觸中波紫外線（UVB，波長280 nm–320 nm）、長波紫外線（UVA，波長320 nm–400 nm）甚至是可見光後產生即發性過敏反應、超敏反應。在皮膚暴露於日光數秒至數分鐘後，照射到日光的皮膚部位迅速出現過敏反應。
此病症並非傳染病，患者無須與他人隔離，但日常生活須嚴加防曬，治療方式通常以抗組織胺為主，亦有脫敏治療（例如：光照治療）。在更極端的情況下，可能使用免疫抑制劑，甚至是血漿置換療法。
該疾病本身可能很難正確診斷，因為它與其他皮膚病類似，例如多形性日光疹(polymorphous light eruption，簡稱PMLE，為光照性皮炎中最常見的一種)、膽鹼性蕁麻疹（熱過敏）、全身性紅斑狼瘡、著色性乾皮症等。

## 病因及症狀
各型日光性蕁麻疹的臨床表現大致相似，但致病因素和發病機制各不相同。

病患主要在接觸中波紫外線（UVB，波長280 nm–320 nm）、長波紫外線（UVA，波長320 nm–400 nm）甚至是可見光後產生即發性過敏反應、超敏反應。

患者在照射日光數秒到數分鐘內發作，主要為皮膚的過敏症狀，另外也會伴隨其他身體不適。一般來說，受到影響的皮膚皆是沒有受到衣物遮蓋的部位，但在少數情況下即使衣物遮蓋也無法避免過敏。通常皮膚過敏症狀會在1~2小時內消退，不會留下任何疤痕，其他症狀也會在幾小時內消退。

患者生活可能很困難，會不斷感到瘙癢和疼痛，因為在最初暴露於紫外線輻射後的幾分鐘內會出現皮疹。蕁麻疹反應以發癢的形式開始，隨後在皮膚裸露區域發展為紅斑和水腫。如果身體的大部分區域受到影響，可能導致暈眩，頭痛，噁心和嘔吐。極少數情況下，據報導患者會經歷心跳加快，由於體腔腫脹而導致中風或心臟病發作。其他罕見的副作用可能是支氣管痙攣和血糖不穩定問題。同樣，如果突然暴露出大面積的人體，則該人可能會發生過敏性休克，有窒息死亡風險。一旦沒有接觸陽光，皮疹通常會在幾個小時內消失。罕見和極端的情況可能需要一兩天才能恢復正常，具體取決於反應的嚴重程度。
症狀較嚴重的病患，即使在陰天也可能發作，甚至是在室內、車內被穿透玻璃的長波紫外線照射後發作。另外，有部分患者可能在照射日光時只產生輕微或甚至不會產生任何過敏反應，而是在離開日光照射後數秒至數分鐘內才迅速惡化。只要患者做好防曬措施沒有過量曝曬，造成過敏性休克等嚴重症狀的機率微乎其微，無須過度擔心。

由於病患無法接受足夠的陽光照射，因此產生維生素D缺乏症的風險較一般人來得高。

## 診斷

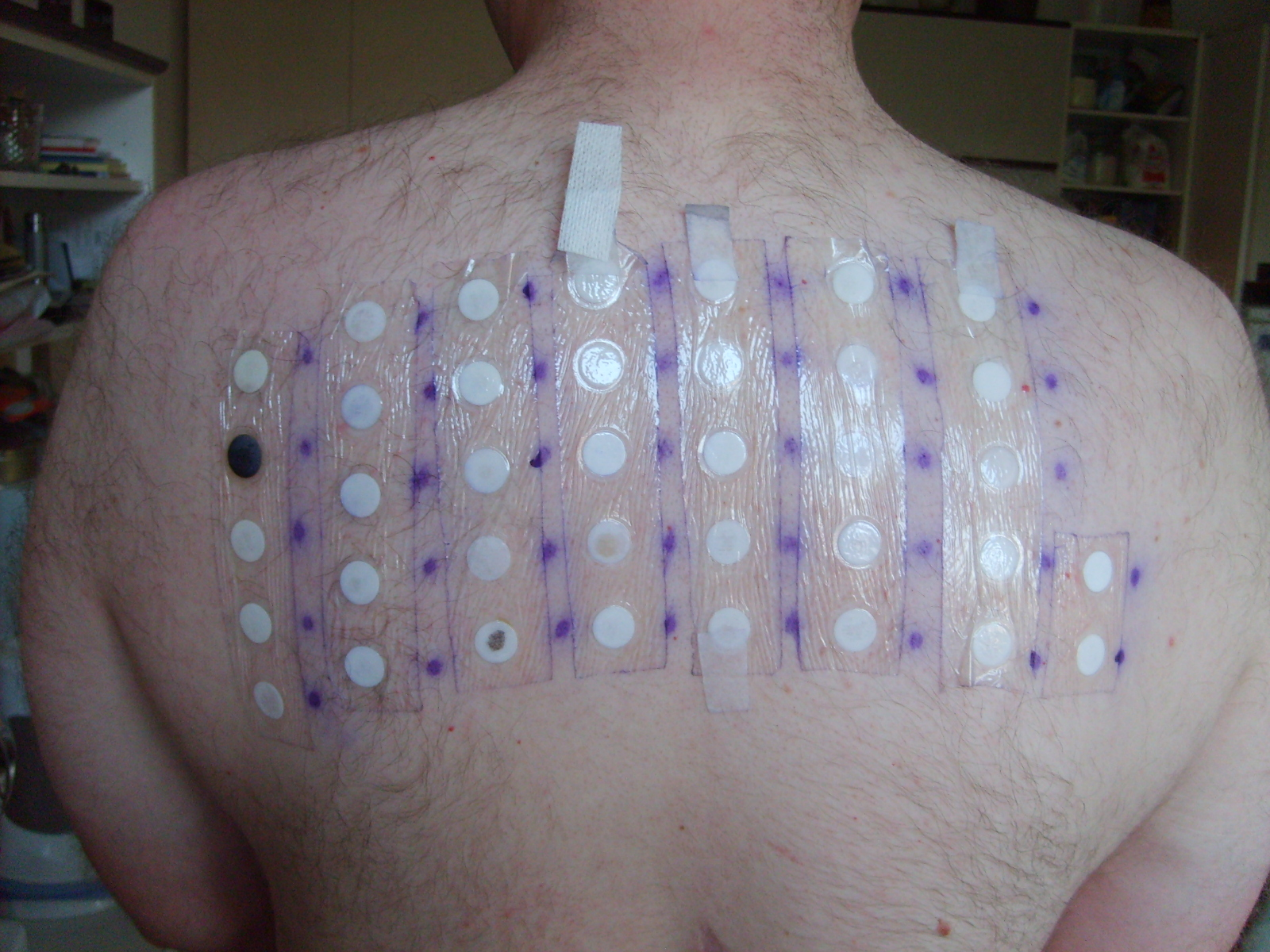
貼布試驗

日光性蕁麻疹可以藉由光照測試、貼布試驗等實驗室測試來檢測。

另外，也可以透過自我觀察的方式，通常發作的時間都是在白天接觸日光之後，發作的部位主要都是暴露的皮膚部位。

## 日常預防

### 防曬
使用防曬乳並穿著不透光長袖，可搭配帽子、墨鏡、口罩、袖套、撐陽傘等，並盡量避免在紫外線指數較高的時段出門。

### 飲食
避免菸酒及光敏性食物，如灰菜、紫雲英、雪菜、萵苣、茴香、莧菜、薺菜、芹菜、蘿蔔葉、菠菜、蕎麥、香菜、油菜、芥菜、無花果、柑橘、檸檬、芒果、菠蘿等。

除此之外，螺類、蝦類、蟹類、蚌類等，同樣含有光敏物質，也需留意。

## 治療
日光性蕁麻疹要完全根治較為困難，但可以透過一些方法獲得有效控制。

### 抗組織胺藥(Antihistamines)
組織胺是與許多過敏反應有關的蛋白質。當紫外線或陽光與患有日光性蕁麻疹的人接觸時，組織胺就會從肥大細胞中釋放出來。當發生這種情況時，在組織胺釋放區域附近的血管的滲透性增加。這會使血液進入血管並引起炎症。抗組織胺藥可抑制組織胺的活性。
苯海拉明，一種第一代H1受體拮抗劑或與許多過敏反應有關的對抗H1受體的藥物，被發現是對該特定疾病最有效的抗組織胺藥。每天四次開處方50毫克的患者能夠維持正常的陽光照射而不會發生反應。
療效較弱的患者（例如Fixed solar urticaria）可以用非索非那定治療，也可預防性使用以預防復發。

### 減敏治療(Desensitization)
這種治療形式旨在通過逐漸增加對引起反應的輻射形式的照射，來降低強度或完全消除人們的過敏反應。就日光性蕁麻疹而言，光照治療和長波紫外線光化治療是兩種主要的脫敏療法。
光療可用於預防。暴露於某種形式的光或紫外線輻射使患者能夠建立耐受力，並且可以減少暴發。這種治療通常在春季進行。然而，這種療法的益處僅持續兩到三天。
長波紫外線光化治療被認為優於光照治療，因為它對引發暴發的輻射產生更持久的耐受性。當治療開始時，主要目標是建立患者對UVA輻射足夠的耐受性，以使他們可以在戶外而不會遭受日光性蕁麻疹的發作。因此，在每週不斷增加UVA輻射暴露量的同時，將治療時間調整為每週三次。一旦患者達到足夠的脫敏水平，治療應減少到每週一次或兩次。

### 免疫球蛋白E(IgE)治療
一些患者和研究人員已經用奧馬珠單抗（商品名Xolair）成功治療了日光性蕁麻疹，該藥物通常用於治療特發性蕁麻疹。奧馬珠單抗是針對IgE的重組人源化單克隆抗體。它通過與游離IgE在肥大細胞上與其高親和力受體（FcεRI）結合的同一位點結合而起作用，從而降低血清中的游離IgE。 

### 免疫抑制劑(Immunosuppression)
如果患者患有強烈的日光性蕁麻疹，醫生有時會開具康速龍錠和環孢素等免疫抑制劑。但是，這些藥物的副作用可能很嚴重，這就是為什麼將它們保留在最極端的情況下的原因。

### 血漿置換療法(Plasmapheresis)
在極端的狀況下，此方法是可以考慮的，一旦成功患者的光敏感度會下降，之後可以再繼續接受減敏治療。但此方法風險較高，可能導致過敏甚至過敏性休克，或是感染他人血液。

- 血漿置換術(plasma exchange)
將病人的血液經過血漿分離器，利用過濾、吸著或是沈澱、加溫等方式，將血液中不要的成分如有害於人體的抗體過濾出去。過濾後可以補充健康人的新鮮血漿，也可將病患本人濾過後的血漿輸回病人體內。但此法需要輸入他人血液，因此潛在有交叉感染或對他人血液過敏等疑慮。

- 雙重過濾血漿分離術(double filtration plasmapheresis)
雙重過濾血漿分離術不需輸入他人血漿，但血液透析過程中白蛋白會大量被過濾移除，因此需自費購買白蛋白(albumin)製劑以補充流失的營養。優點是可避免交叉感染，缺點是效果較差。

## 流行病學
日光性蕁麻疹約佔各種蕁麻疹中不到百分之一，為相當少見的疾病。在美國，只有約4%的光照性皮炎者被診斷出患有日光性蕁麻疹。（國際上則是大於5.3%） 
所有人種都有可能罹患日光性蕁麻疹，但研究顯示，同樣有光照性皮炎的135名非裔美國人和110名白人中，罹患日光性蕁麻疹的比例為：非裔美國人2.2% / 白人8%，因此證明白人可能有較高的機率得到此病。
 患者年齡範圍約為5~70歲，平均年齡約為35歲，據報告有部分患者為嬰兒。

## 歷史
日光性蕁麻疹由P. Merklen於1904年首次發現。僅僅一年後的1905年，沃德就成為第一個通過在受控環境中暴露於陽光下引起蕁麻疹的人。第一個有案可查的病例是1916年在日本提出的。1923年提出了日光性蕁麻疹(Solar urticaria)的名字。1928年，第一次誘發了蕁麻疹，這是通過對越來越多的不同波長的輻射進行光測試來實現的。1942年，使用日光性蕁麻疹患者的血清將疾病被動轉移給正常志願者。

## 相關疾病
- 光照性皮炎
- 多形性日光疹(polymorphous light eruption，簡稱PMLE）
- 蕁麻疹
- 膽鹼性蕁麻疹（熱過敏）
- 全身性紅斑狼瘡
- 著色性乾皮症